# Rana luteiventris
Rana luteiventris es una especie de anfibio anuro de la familia Ranidae.

## Distribución geográfica
Esta especie se encuentra desde el nivel del mar hasta 3000 m sobre el nivel del mar en América del Norte, habita en:
- Canadá, en el extremo sur de Yukon, Columbia Británica y el oeste de Alberta;
- los Estados Unidos en el extremo sudeste de Alaska, este del estado de Washington, este de Oregon, Idaho, oeste de Montana, oeste de Canadá de Wyoming, en el centro de Utah y el norte de Nevada.[3]

## Publicación original
- Thompson, 1913 : Description of a new subspecies of Rana pretiosa from Nevada. Proceedings of the Biological Society of Washington, vol. 26, p. 53-55[4]